# East Fishkill
East Fishkill város az USA New York államában, Dutchess megyében. Lakosainak száma 29 707 fő (2020. április 1.).

## Népesség
A település népességének változása:

| 2010 | 29 029 |
| 2020 | 29 707 |